# Nagoum Yamassoum
Nagoum Yamassoum (1954) è un politico ciadiano.
È stato Primo ministro del Ciad dal dicembre 1999 al giugno 2002.
Dal 2003 al 2005 è stato Ministro di Stato per gli affari esteri.